# Loma Blanca
Loma Blanca är en ort i Mexiko.   Den ligger i kommunen Jerécuaro och delstaten Guanajuato, i den sydöstra delen av landet, 150 km väster om huvudstaden Mexico City. Loma Blanca ligger 2 309 meter över havet och antalet invånare är 287.
Terrängen runt Loma Blanca är kuperad åt nordost, men åt sydväst är den platt. Runt Loma Blanca är det ganska tätbefolkat, med 104 invånare per kvadratkilometer. Närmaste större samhälle är Maravatío, 15,9 km söder om Loma Blanca. I omgivningarna runt Loma Blanca växer huvudsakligen savannskog.